# Aeroport de Berlín-Tempelhof

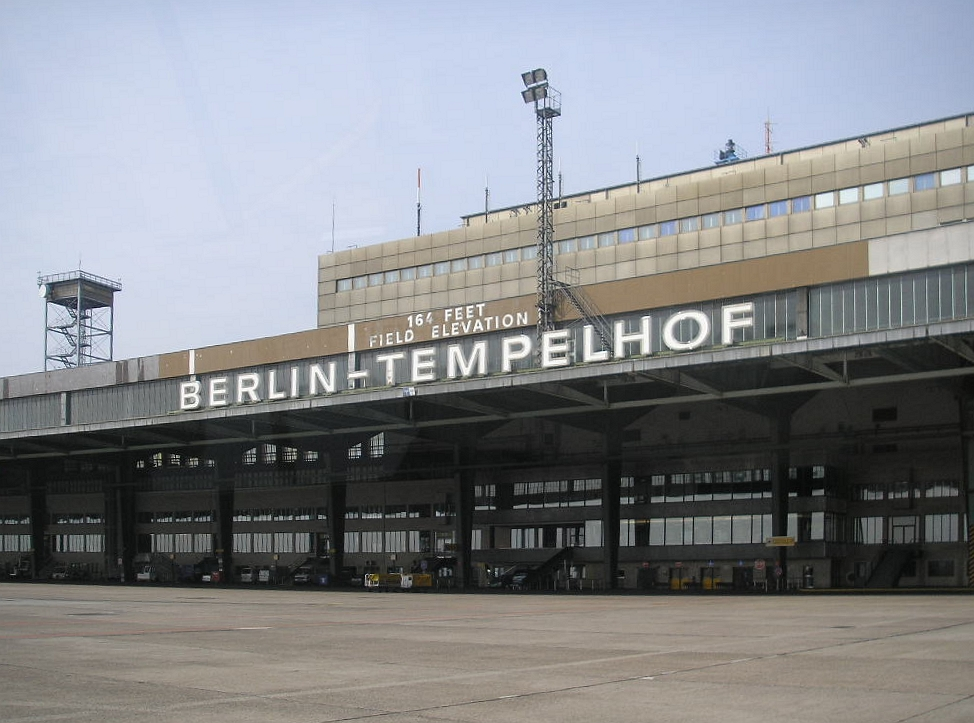
Vista de la terminal

L'Aeroport de Berlín-Tempelhof (en alemany: Flughafen Berlin-Tempelhof; IATA: THF; ICAO: EDDI) era un aeroport situat a la ciutat de Berlín, en els districtes municipals de Tempelhof-Schöneberg i Neukölln. L'aeroport va tancar les portes als passatgers el 31 d'octubre de 2008.
Al llarg de la seva dilatada història, ha estat testimoni dels vaivens alemanys, europeus i mundials. Hitler el va utilitzar en nombroses ocasions; allà va arribar en olor de multituds el boxador Max Schmeling en 1936 després de derrotar a Joe Louis; i allà també hi van aterrar els avions del Pont Aeri durant el Bloqueig de Berlín.
Durant anys va ser el menys utilitzat dels tres aeroports berlinesos, a causa de la seva ubicació a prou feines 5 km del centre de la ciutat, que a causa de això n'impedia l'ampliació, per la qual cosa les grans aeronaus modernes, com l'Airbus A340 o el Boeing 747, no hi podien aterrar. Dels gairebé 20 milions de passatgers que van utilitzar els aeroports de Berlín l'any 2007, menys de 350.000 van passar pel de Tempelhof.
L'aeroport de Tempelhof està connectat amb el centre de la ciutat per la línia 6 de l'O-Bahn, el sistema de Metro de Berlín. L'estació de l'aeroport és la de Platz der Luftbrücke, que en alemany significa "Plaça del Pont Aeri".
El 31 d'octubre de 2008 es va tancar l'aeroport, a causa de l'ampliació i transformació de l'Aeroport de Berlín-Schönefeld en l'Aeroport de Berlín-Brandenburg. L'Aeroport de Tempelhof generava unes pèrdues d'uns 10 milions d'euros a l'any, per la qual cosa la companyia que gestiona els aeroports de Berlín va optar per avançar el seu tancament el més aviat possible.

## Història

### Orígens

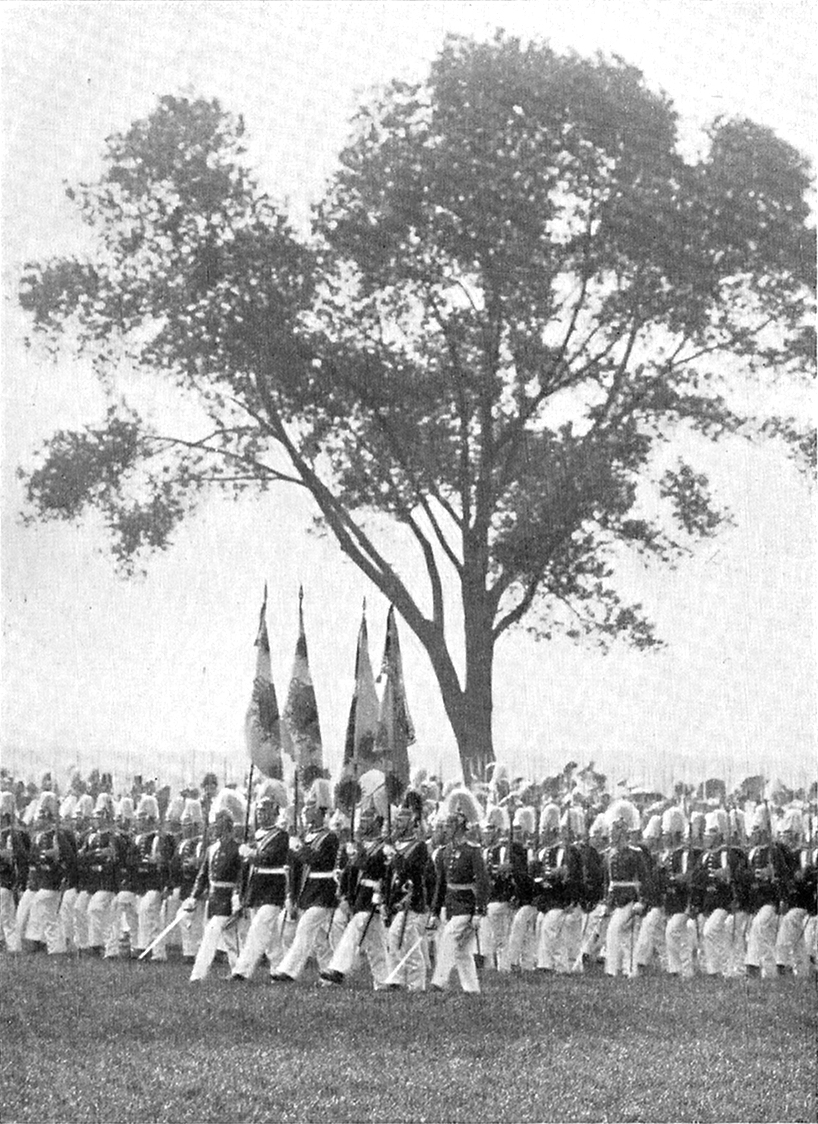
L'àlber històric en el camp de Tempelhof. Es va plantar en l'època del Rei Soldat i Federic el Gran. Aquí desfila el 3.o Regiment de la Guàrdia (fins a 1918).

El 1909, el francès Armand Zipfel va realitzar la primera exhibició aèria de la Història, a Tempelhof, que va ser seguida per la d'Orville Wright aquest mateix any. Van ser els primers vols sobre Tempelhof.
El 8 d'octubre de 1923 va ser la data en la qual Tempelhof va ser oficialment considerat com un aeroport. La companyia aèria Lufthansa va ser fundada el 1926, amb base a l'aeroport. La construcció de la terminal es va concloure el 1927, i durant els anys 30, l'aeroport va rebre tota classe de personalitats de nombroses parts del món. El 1934, com a part del pla d'Albert Speer per a la reconstrucció de Berlín, es va projectar la construcció de l'actual terminal de passatgers.

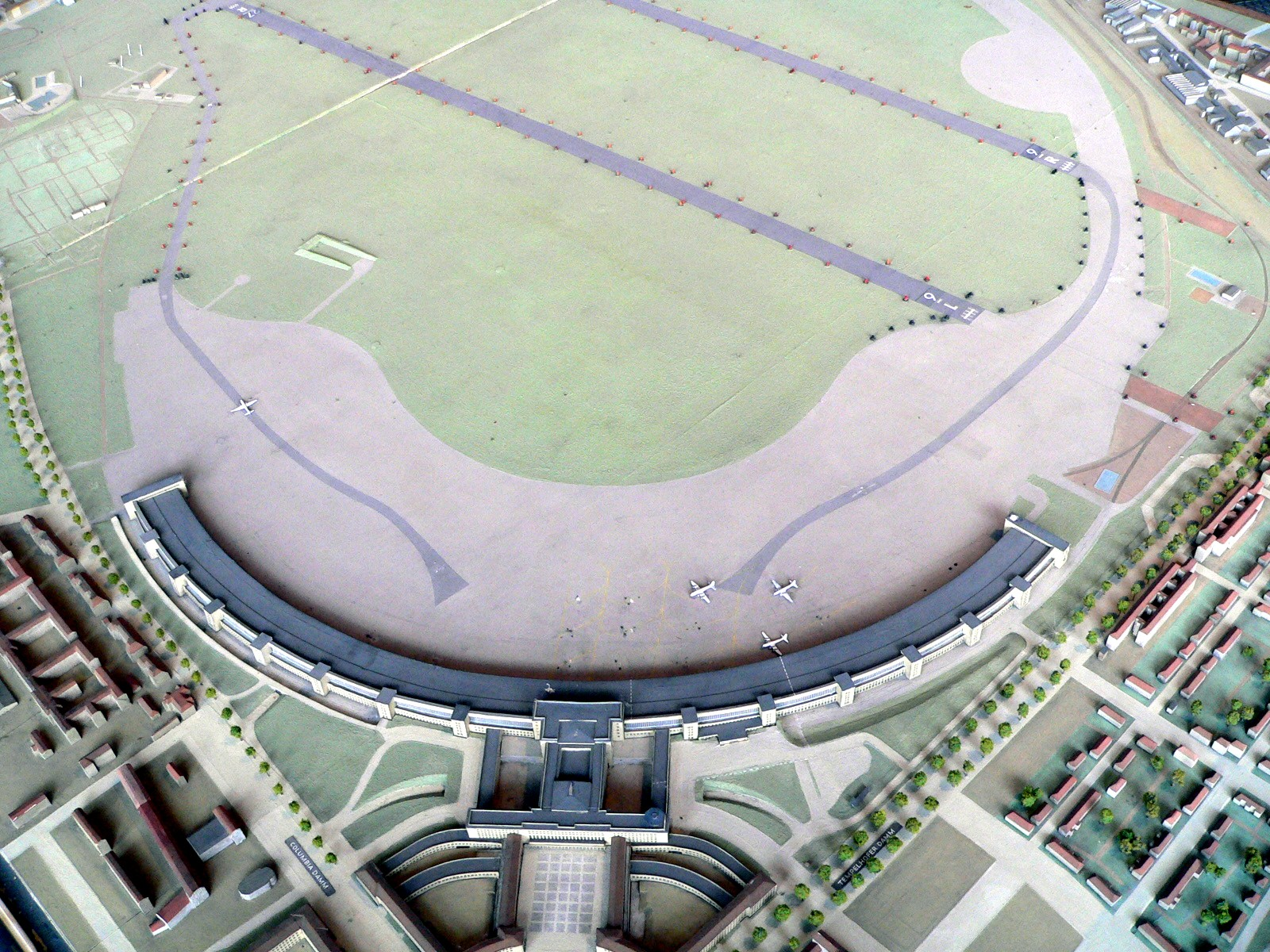
Maqueta de Berlin-Tempelhof en el Technik-Museum de Berlín.

Fins a la creació del Pentàgon, la terminal de Tempelhof va ser el major edifici del món. Norman Foster la va descriure com "la mare de tots els aeroports". La terminal, construïda entre 1936 i 1941, juntament amb els seus edificis adjacents, forma una estructura amb la forma d'una cambra de circumferència de més d'un quilòmetre de longitud, que, no obstant això, resulta acollidora. Els avions podien realitzar el rodatge directament fins a l'edifici, on els passatgers desembarcaven sense patir per les inclemències meteorològiques, gràcies a l'enorme pavelló sortint que cobria (i cobreix) la zona.
L'aeroport de Tempelhof (anomenat llavors Aeroport Central de Berlín-Tempelhof) tenia l'avantatge de la seva localització extraordinàriament propera al centre de la ciutat, per la qual cosa, en poc temps, es va convertir en un dels aeroports amb més trànsit del món. Abans de la II Guerra Mundial, aterraven i s'envolaven de les pistes de Tempelhof fins a 92 vols diaris, quaranta d'ells internacionals.
El disseny de l'aeroport ja preveia la construcció d'enormes hangars annexos per a l'estacionament d'aeronaus i altres instal·lacions que convertiren Tempelhof en un aeroport avançat a la seva època. No obstant això, el disseny complet no va poder acabar-se a causa de l'esclat de la Segona Guerra Mundial.

### II Guerra Mundial

Divisió de Berlín després de la II Guerra Mundial.

L'aeroport de Tempelhof no es va utilitzar durant la II Guerra Mundial com a aeròdrom de guerra per l'aviació nazi, excepte casos excepcionals d'aterratges d'emergència. No obstant això, en els soterranis de l'aeroport s'hi van fer treballs d'assemblatge per als motors dels Junkers Dj. 87, coneguts mundialment com a Stuka.
Les tropes soviètiques van ocupar Tempelhof el 24 d'abril de 1945. El comandant en cap de les tropes nazis en Tempelhof, el Coronel Rudolf Boettger, tenia ordres de volar l'aeroport en cas que aquest caigués en mans enemigues, però no ho va fer. En comptes d'això, es va suïcidar.
Malgrat que Tempelhof va ser pres pels soviètics, la divisió de Berlín en quatre zones controlades per les potències vencedores de la guerra va donar com a resultat que l'aeroport passés a mans americanes, en estar la zona en la part de Berlín controlada per aquests. L'exèrcit nord-americà va prendre el control de l'aeroport el 2 de juliol de 1945. Els acords de Potsdam d'agost d'aquest mateix any van confirmar la titularitat nord-americana de l'aeroport.

### Postguerra

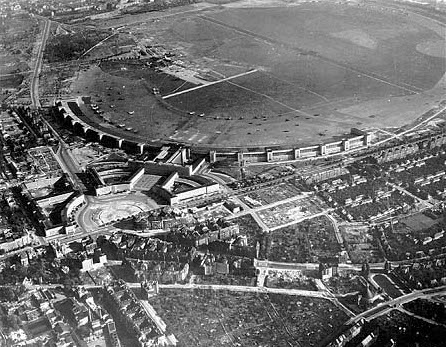
L'aeroport de Tempelhof després de la II Guerra Mundial.

L'exèrcit nord-americà va prendre el control de la base en 1945. Amb la formació de la Força Aèria dels EUA (United States Air Force o USAF) el 1947, Tempelhof es va convertir en una base aèria de la USAF. El nom va canviar a Tempelhof Air Base (Base Aèria de Tempelhof), i es va construir una pista de formigó en el lloc de l'existent de gespa.
A Tempelhof s'hi va instal·lar el 7350th Air Base Group, un grup aeri nord-americà que va romandre a l'aeroport fins al 1993.

#### El Pont aeri

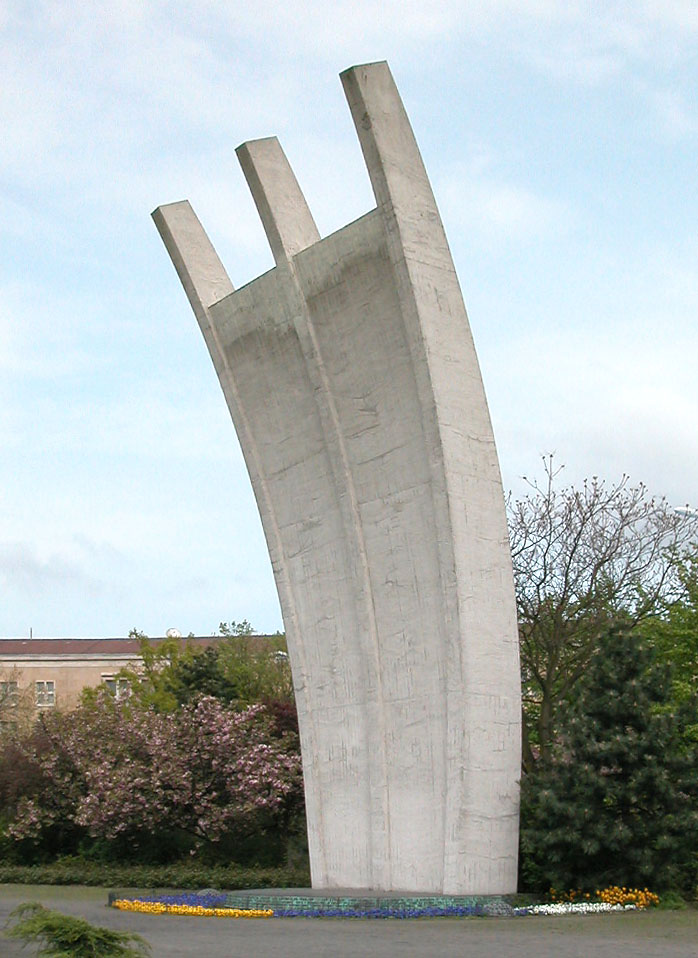
Monument a l'aeroport de Tempelhof en homenatge als pilots del Pont Aeri, on hi ha inscrit el nom dels 70 pilots (39 britànics i 31 nord-americans) que van morir durant l'operació.

El 20 de juny de 1948, la Unió Soviètica bloqueja totes les rutes terrestres i fluvials cap a Berlín Oest, com a mesura de pressió perquè els aliats cedissin el control dels sectors de Berlín sota el seu comandament; des d'aquest moment, l'única via d'accés a Berlín era l'aèria.
Dos milions i mig de persones residien a Berlín en aquells moments, i les seves necessitats diàries eren, aproximadament, de 4500 tones d'aliments i altres béns. Sis dies després de començar el bloqueig soviètic es va enlairar el primer avió del Pont Aeri cap a Berlín, portant 80 tones d'aliments. La USAF i la Royal Air Force britànica van començar llavors un de les majors fites en la història de l'aviació, augmentant gradualment els vols diaris, fins a aconseguir, en els primers mesos de 1949 la xifra de 1400 vols diaris, durant les 24 hores del dia, la qual cosa suposava un vol per minut en cadascun dels tres aeroports que operaven a Berlín Oest, Tempelhof, Tegel i l'aeròdrom sota control britànic de Gatow.
Per facilitar l'enlairament i aterratge dels avions a Tempelhof, s'hi va construir de juliol a setembre de 1948, en el temps rècord de tres mesos, una nova pista i immediatament després una altra, en només dos mesos.
El bloqueig de Berlín, i amb ell el pont aeri, va concloure el 30 de setembre de 1949, en comprendre les autoritats soviètiques que les potències occidentals no tenien la intenció de cedir.

#### Guerra Freda
Article principal: Berlín Oest
Tal com la Guerra Freda anava incrementant la tensió, els accessos a Berlín Oest es complicaven. Les aeronaus de la USAF eren assetjades en entrar i sortir de la ciutat, donada la situació de Berlín occidental com a enclavament dins la RDA. L'aeroport era l'accés principal de nord-americans, francesos i britànics a la ciutat, i es convertiria aviat en un lloc relativament perillós.
Al febrer de 1958 es van canviar el nom les instal·lacions com Tempelhof Central Airport (Aeroport Central de Tempelhof), i al novembre de 1959 l'administració de l'aeroport es va traslladar a la Base Aèria de Ramstein.
A més de l'ús militar, Tempelhof va ser aeroport civil fins a 1975, quan tot el tràfic comercial va ser desviat a l'Aeroport de Tegel. Amb la caiguda del mur de Berlín, el 9 de novembre de 1989, la permanència de la base aèria americana a Tempelhof perdia la seva utilitat, per la qual cosa es va iniciar el seu desmantellament, conclos el juny de 1993 amb la retirada del Grup Aeri 7350 de les Forces Aèries nord-americanes.

#### Ús comercial

Tràfic de passatgers en Tempelhof 1991-2007 (en milers).

Després del final de la II Guerra Mundial, només les potències aliades podien utilitzar els aeroports berlinesos. Aquest fet, ratificat per una clàusula del Tractat de les Quatre Potències sobre Berlín de 1972, implicava que les aerolínies alemanyes, com Lufthansa, no podien establir rutes aèries des de o cap a Berlín Oest. Així, va ser la America Overseas Airlines la primera companyia a establir una ruta aèria cap a Berlín, des de Nova York, el 18 de maig de 1946. Les companyies que van operar a Tempelhof entre 1946 i 1990, data de la reunificació alemanya van ser principalment la Pan Am, British Airways i Air France.
En 1975, tot el tràfic aeri comercial es va traslladar a Tegel, quedant Tempelhof únicament com báse aèria militar fins a la seva reobertura al tràfic comercial el 1990. Des de llavors, l'aeroport es va utilitzar principalment per a l'aviació general, petits avions xàrter i aviació regional, sent Tempelhof, dels tres aeroports berlinesos, el que menys tràfic operava.

### Clausura

Localització dels tres aeroports berlinesos.

Amb la transferència a l'autoritat civil el 1990, amb motiu de la reunificació alemanya, es va començar a parlar del tancament de l'aeroport. La situació cèntrica dins de la pròpia ciutat, un avantatge per arribar ràpidament a qualsevol punt de Berlín, comportava, no obstant això, diversos desavantatges. La contaminació ambiental i acústica, la impossibilitat d'ampliar les pistes (i per tant, d'acollir vols de llarga distància, que requereixen avions més grossos dels que Tempelhof podia admetre). Per això, l'aeroport no resultava rendibles i perdia cada any uns 10 milions d'euros, per la qual cosa el gestor aeroportuari volia tancar-ho al més aviat possible. Una llarga batalla judicial va enfrontar les aerolínies que utilitzen l'aeroport de Tempelhof amb els promotors del seu tancament, ja que reclamaven que fins que el nou aeroport estigués completament operatiu, se'ls permetés seguir usant l'aeròdrom. L'aeroport hauria d'haver tancat l'any 2004, però els litigis ho van endarrerir fins a 2008. Tot el tràfic de Tempelhof serà desviat cap al nou Aeroport de Berlín-Brandenburg, nom que prendrà l'Aeroport de Berlín-Schönefeld quan concloguin les obres d'ampliació (fins al moment sense data definitiva).

### Ús posterior

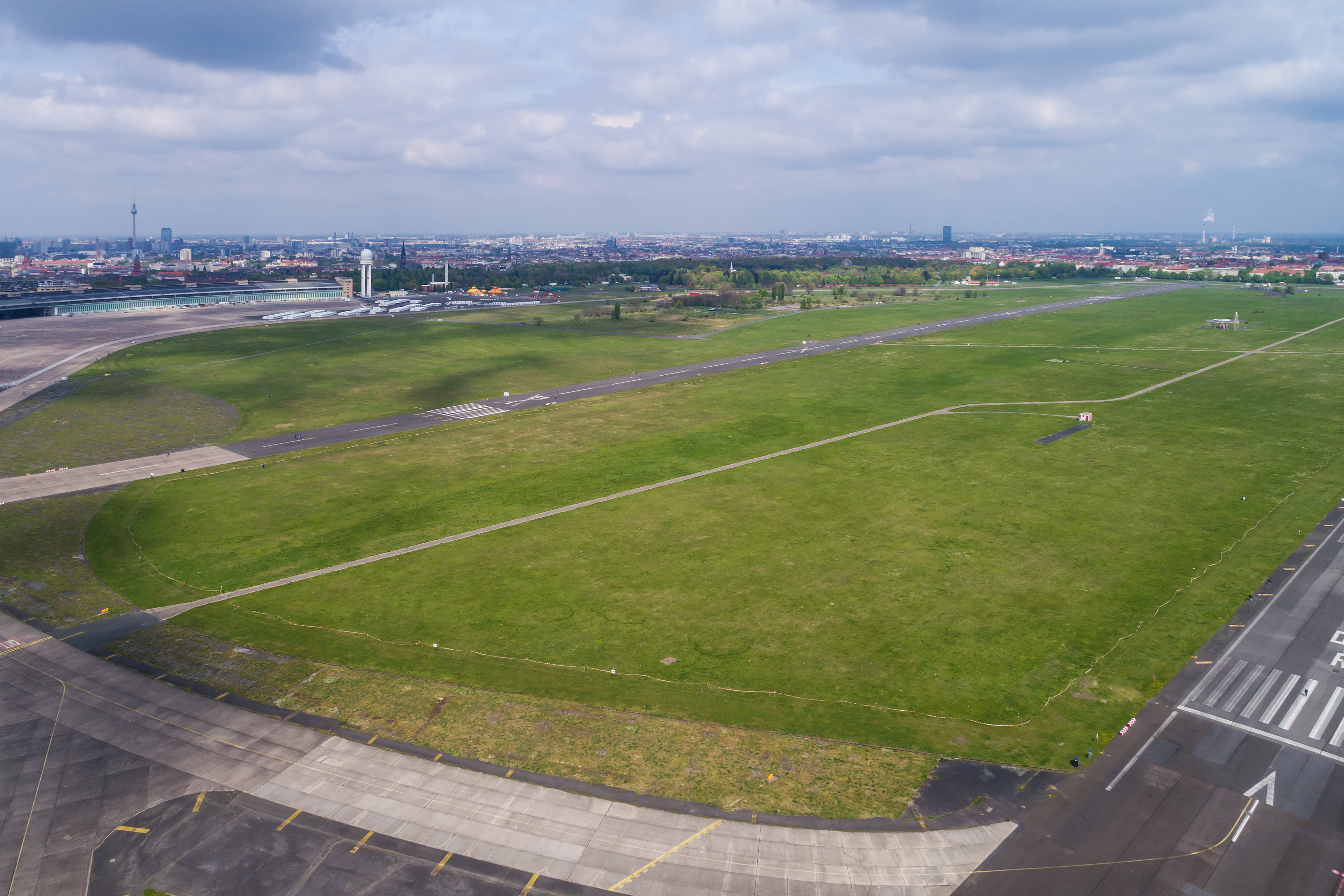
2017

Al maig de 2010 l'antic aeròdrom va ser inaugurat festivament com el major parc públic de Berlín, amb el nom de "Tempelhofer Feld". La ciutat preveu gastar 60 milions d'euros en el desenvolupament del parc entre 2010 i 2017, data en la qual acollirà l'exhibició mundial d'horticultura IGA 2017. L'entrada al parc és lliure des de les 6 del matí fins al vespre.
Els edificis aeroportuaris han anat acollint nombroses fires i esdeveniments, com el certamen de moda Bread & Butter, els festivals de música Berlin Festival i Popkomm i la Campus Party Europe 2.
El 30 de maig de 2015, es disputà a l'aeroport el e-Prix de Berlín, una cursa de monoplaces elèctrics vàlida pel Campionat de la Fórmula E.

## Aerolínies i destinacions

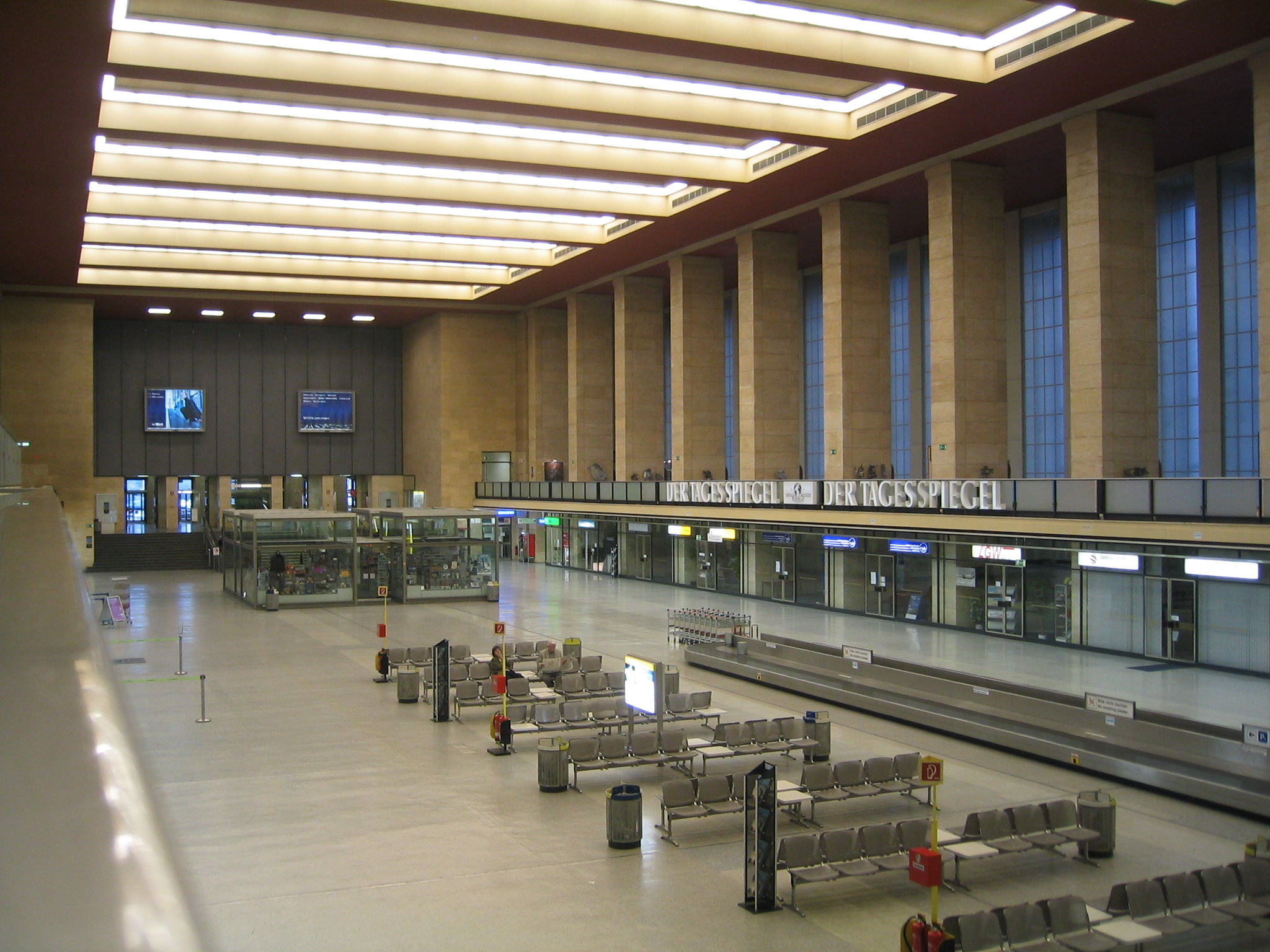
Interior de la terminal, gairebé deserta, en 2006.

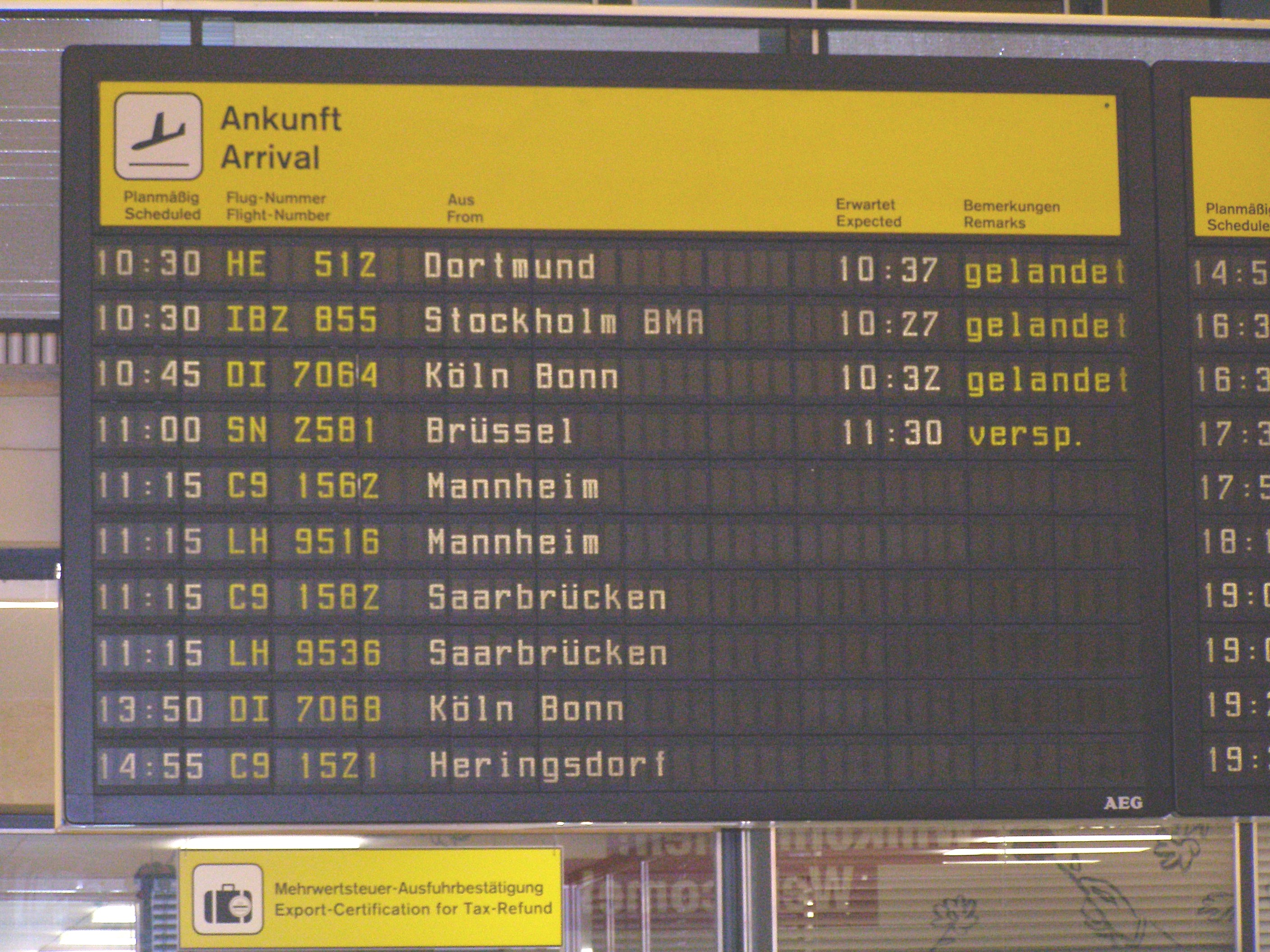
Horari d'arribades, en 2006.

La major part del tràfic aeri de Tempelhof es componia de petits vols xàrter o Aerotaxis. No obstant això, algunes línies mantenien vols regulars des de l'aeroport:
- Brussels Airlines (Brussel·les)
- Cirrus Airlines (Mannheim)
- InterSky (Friedrichshafen, Graz)

Les següents companyies xàrter operaven també en Tempelhof:
- AAF Aviona Air
- Air Service Berlin
- AIRSHIP Air Service
- Bizair Fluggesellschaft
- Business Air Charter
- Heli Unionair
- Jet Club Deutschland Chartermanagement

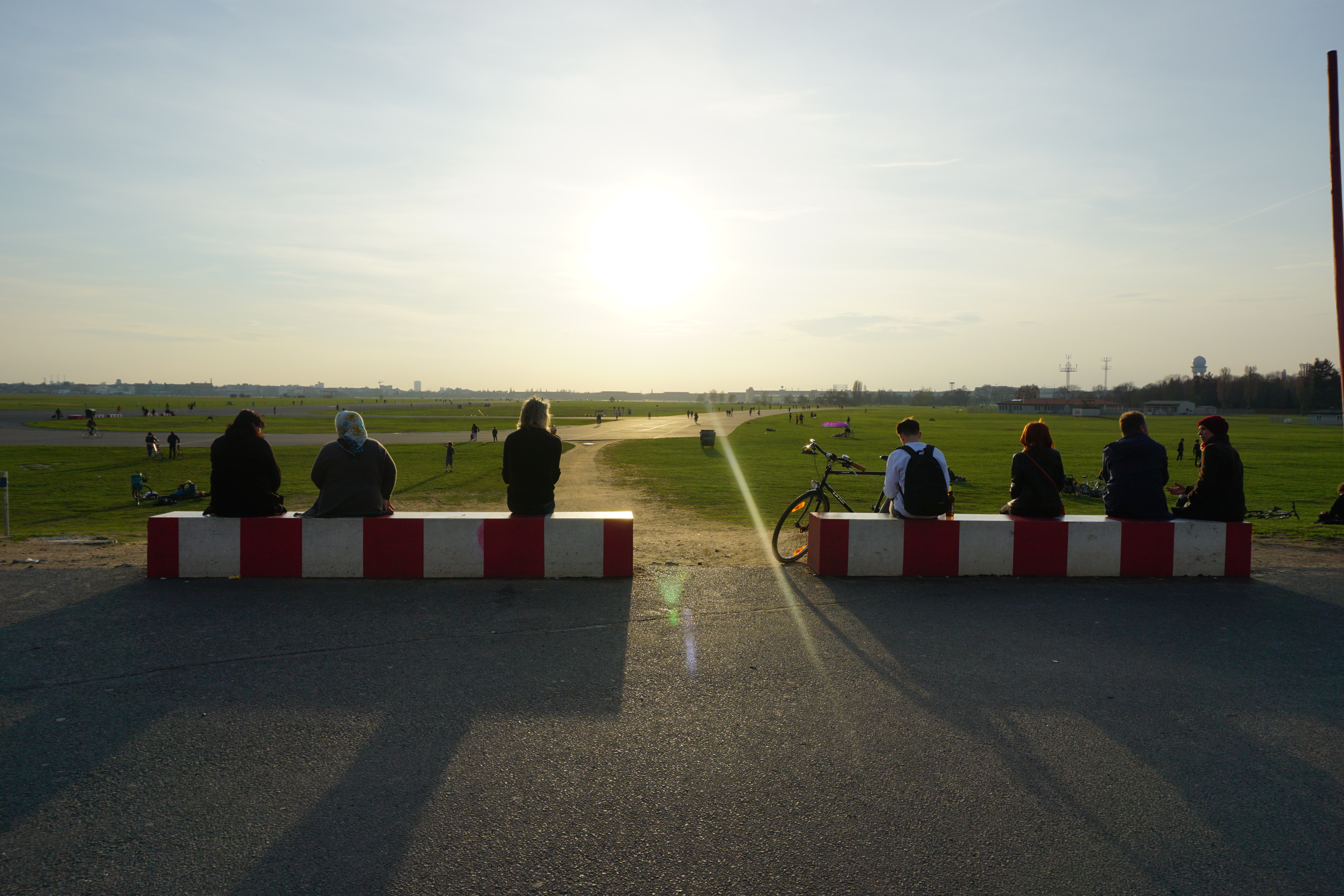
L'aeroport Tempelhof el 2017 com a parc recreatiu

- Private Wings
- Rotorflug
- TAG Aviation
- Windrose Air

## En la cultura popular
L'aeroport de Berlín-Tempelhof surt en el videojoc de Sniper Elite, i en l'última escena de la pel·lícula Un, dos, tres de Billy Wilder.
En la sèrie de History Channel La Terra Sense Humans, l'Aeroport Tempelhof és usat com a exemple del que passa a les grans aerolínies quan desapareixen els humans. Segons la sèrie, en 50 o 60 anys l'estructura s'esfondrarà per haver estat construït com una estructura temporal.